# 星をのんだかじや
『星をのんだかじや』（ほしをのんだかじや、Smith of Wootton Major）は、20世紀イギリスの作家・文献学者J・R・R・トールキン（1892年 - 1973年）が1967年に出版した短編小説。
中世のある村を舞台に、妖精の国への通行証として幸運の星を授けられた鍛冶屋の不思議な人生を描く。挿絵はポーリン・ベインズ（1922年 - 2008年）による。
トールキンが完成させた最後の作品であり、トールキン作品としては異例といえる自伝的寓話となっている。
日本語訳については、『農夫ジャイルズの冒険―トールキン小品集』（2002年）または『トールキン小品集』（1975年）に収録されたものおよび「てのり文庫」版（1991年、以上すべて評論社）がある。

## 発表までの経緯

### C・S・ルイスの死
1963年11月22日に長年の交流があったC・S・ルイス（1898年 - 1963年）が64歳で死去した際、トールキンは娘のプリシラに宛てて次のように書いた。
トールキンは、このころからつけ始めた日記にも「人生は灰色で、過酷だ。」、「何も成し遂げることができない。行き詰まりと退屈（家に閉じ込められて）のはざまに、そして不安と錯乱のはざまにあって。私はどうなるのだろう。本もなく、ひとりっきりで語りかける相手もない。ホテルや老人クラブの一室に吸い込まれることになるのか。神よ……」などと記しており、意気阻喪した様子がうかがえる。

### 執筆依頼
このような折、1964年にアメリカの出版社からジョージ・マクドナルドの『黄金の鍵』の新版のための序文を依頼された。トールキンはルイスの追悼文や記念号への寄稿依頼を断っていたが、この依頼は快諾し、1965年1月から執筆に取りかかった。トールキン73歳のときである。
トールキンの伝記を書いたハンフリー・カーペンター（1946年 - 2005年）によると、もともとトールキンはマクドナルドに対して愛着を持っていなかった。マクドナルドの著作の多くは、道徳的な寓意性によって損なわれているというのがトールキンの考えであり、このころにもマクドナルドについて「いくつか心に残る文章はあるものの、お粗末に書かれていて、支離滅裂、粗悪である」と記している。
マクドナルドの物語に反発を感じながらも、トールキンは「妖精」について読者に説明するために、料理人とケーキの物語を書こうとした。ところがこの構想が膨らみ、ついには独立した物語として完成したのが『星をのんだかじや』である。依頼されていた序文は結局放棄された。

### 出版
作品のタイトルは、当初は『大きなお菓子』だったが、後に『星をのんだかじや』に変更され、1967年にアレン＆アンウィン社から刊行された。出版本にはポーリン・ベインズの挿絵が付けられた。
なお、トールキンは前年の1966年に『指輪物語』改訂第二版および『ホビットの冒険』改訂第三版を出版している。
『星をのんだかじや』はトールキンが完成させた最後の作品となり、1973年9月、イングランド南部のボーンマスで胃潰瘍による出血のため、トールキンは81年の生涯を閉じた。

## 物語のあらまし
ウートン大村で24年に一度の祭りに、村の子供たちのために大きなケーキが作られる。ケーキの中には妖精の国の星が仕込まれており、この星を飲み込んだかじやの息子は、妖精の国に出入りできるようになる。長じて父親の家業を継いだかじやは結婚して子供に恵まれ、幸せな家庭を築く。妖精の国での体験によって、かじやは声が美しくなり、仕事にも素晴らしい腕を発揮するが、やがて妖精の国と別れる時がくる。かじやは星を手放し、その星を受け継ぐものを選ぶことを許される。彼が選んだのは自分の息子ではなく、かつて星の入ったケーキを作った料理番頭の孫だった。

## 解説

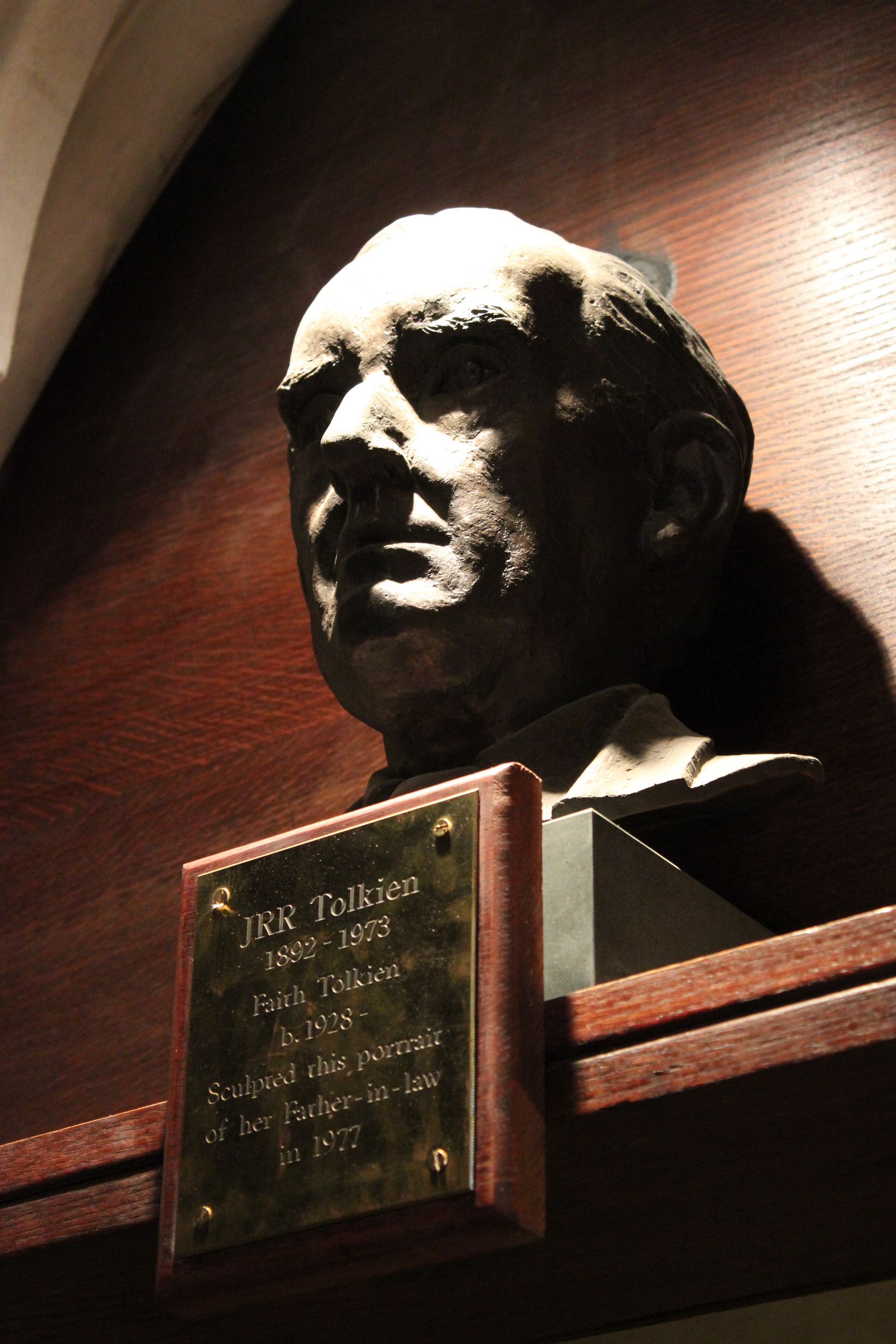
トールキンの胸像（オックスフォード大学・エクセター・カレッジ）

### 物語について

#### 準創造
トールキンは著書『妖精物語について』において、妖精物語とは妖精についての物語ではなく、妖精の国について語る物語であると述べている。
私たちが生きている現実を神が創造した「第一の世界」とすれば、妖精の国は人間が人間の抱く願望を実現すべく創り出した「第二の世界」であり、このような行為をトールキンは「準創造」と呼んでいる。
『星をのんだかじや』の物語は、トールキンの言う「準創造」すなわち第二の世界が第一の世界の住人にとってどのような意味を持つかについて、具体的なかたちで追求したものということができる。つまり妖精物語の読み方を教えている。
また、『J・R・R・トールキン―世紀の作家』の著者トム・シッピーによれば、この作品の主要モチーフは、「エルフの土地に足を踏み入れた男」と「死すべき定めに戻ってきた限りある生命の人間」である。このモチーフはトールキンの多くの作品に通底している。
妖精の国と人間の世界は本来切断されていて、人間が妖精の国の住人になるには、人間界と縁を切らなければならない。しかし、ケーキに仕込まれた星は妖精の国への通行証の役割を果たし、これを飲み込んだかじやの息子は他の者には知られていない入り口を見つけて、妖精の国へ自由に行き来できるようになる。彼はそのために、村での社会的地位や人間関係を犠牲にすることもなく、仕事において実用的なもの以外に「喜び」のための物も作った。ほかの世界を一瞥することで人間の生活における芸術や技術が影響を受けるのは、『ニグルの木の葉』（1945年発表）と同様であり、村のかじやのつましい仕事が神聖なものへと変化する。このような点で、この物語はファンタジーと現実世界を「仲介」するものとなっている。
しかし、妖精の国ではあらゆる願望がその真の姿を現す。したがってそこには善や美だけでなく、悪や醜も存在する。妖精の国において邪悪な闇から帰還した兵士たちが歌う勝利の歌は恐ろしく、歌を聞いたかじやは心が震えて顔を伏せてしまう。

#### 妖精の国との別れ
かじやは恐ろしい風に追われ、樺の木に助けられたものの、この木から「よそ者」は去れと告げられる。さらに妖精の女王に出会ったかじやは、自分がこの国と別れる時がきたことを知る。
トールキンは、妖精の愛について次のように述べている。「妖精の愛は、愛の愛であり、それは愛と尊敬で、所有や占有ではない」。妖精の星を手放すことをためらうかじやに、妖精の王は言う。「いつまでも独り占めしたり、家宝としてしまいこんでおいてはいけないものがあります。そういうものは一時的に貸し与えられたものなのです。あなたは他の人にこの星が必要だとは考えないかもしれないが、しかしそうなのです。」と。
かじやは妖精の星を手放し、星を受け継ぐものを選ぶことを許される。かじやが選んだ継承者は、愛する自分の息子ではなく、料理番頭ノークスの孫である。そしてその選択は妖精の王と一致するものだった。かじやのもとには、記念として妖精の国の花が残された。この花はいつまでも枯れずによい香りを放ち、かじやの子孫に伝えられる。

### 寓話的要素
妖精の国の存在を頭から信じようとしない料理番頭ノークスの孫に星が与えられるというこの物語の結末には、トールキンらしいユーモアと皮肉が見られる。
トールキンは「準創造」の考え方に基づいて壮大な『指輪物語』を発表し、世界中に多くの読者を得た。しかしその一方で、現代における妖精物語の文学的効用と価値を認めようとしない者たちの反発は依然として存在している。
このような、妖精といった現実世界に見出すことのできない存在を「非現実的」あるいは「子供っぽい」というレッテルを貼り付ける考え方の代表者がノークスである。
シッピーによれば、彼は「自分たちの鈍さや無知を、人としての基準、良いものを測る基準」とする専門家であり、ファンタジーを子供っぽさと結びつけ、現実離れしたものや妖精の姿を、自身の想像のひ弱さと同じようにひ弱いと決めつけている。
実はノークスはそれだけでなく、やせたいという自身の望みも妖精の王によってかなえてもらうが、本人はそれを死ぬまで信じようとしない。トールキンはノークスを通じて、妖精の国への世人の蔑視がどれほど強いかを示唆している。

### 自伝的要素
『星をのんだかじや』の内容はトールキン自身と密接に関連している。本人もそのことを意識しており、彼はこの物語を「死別の予感に満たされた老人の物語」と呼んでいた。
また、これとは別に「引退という死と、老いを経験したことによって生じたとも言える深い感情を込めて書かれたもの」とも述べている。
星を飲み込んで妖精の国へ行けるようになったかじや同様、想像力の中で長年にわたり不思議の国をさまよってきたトールキンにもいまや終りが近づき、自分自身の「星」、想像力を譲り渡さなければならないことを知ったものと考えられる。
シッピーによれば、トールキンはこの作品において彼の「星」を捨て、現実世界におけるファンタジーの有用性を弁護し、ファンタジーと信仰は、より高次な世界を見通す力として調和すると主張している。また将来、ファンタジーと信仰の両方が再び栄え、物質主義者や言葉嫌いなど世の「ノークスたち」の勢力が衰えることを希望しているのである。
さらにシッピーは仮説として、この物語にはトールキン自身が文献学を丸裸にしてしまったことへの後悔が秘かに示されているのではないかと指摘している。物語中の妖精の国で裸にされて泣いている樺の木に、かじやは償いをしたいというが、樺の木からは「行きなさい、そして戻ってくるのではありません」と告げられる。かつてトールキンがリーズ大学において導入した教育課程は「Bコース」であり、Bを表す古英語のルーン文字は「ベオルク（veorc = 樺）」と呼ばれ、樺の木がその象徴だった。

## トールキンと寓意
トールキンは寓話について、次のように述べている。
トールキン作品を寓話として読むことについては、デイヴィッド・ドゥーガン（1991年の論文）やヴァーリン・フリーガー（1997年出版の著作『時間の問題』）などから批判がある。また、ロジャー・ランスリン・グリーンはこの作品の書評において、この作品は寓意として読まれるべきでなく、「その意味を探すことは、ボールを弾ませようとしてボールを切り裂いてしまうのと同じである」と述べている。
しかし、一方でフリーガーは、トールキンが「この作品が寓話か否かという問題について、自分自身と繰り返し議論しているようであった」と報告している。トールキン自身はこの作品について、次のようにコメントしている。
実際のところ、『星をのんだかじや』は好意的に迎えられたが、批評家は物語の個人的な意味合いを感知せず、この著者には異例といえる寓話的要素にも触れる者がなかった。
シッピーによれば、トールキンが寓話的解釈に強い抵抗を示したのは、物語をたった一つの包括的な意味にまとめてしまおうとする文芸批評の傾向・あり方に対する反発からだった。『星をのんだかじや』はきわめて明瞭に話の表面以上のことを物語っているが、そのことを欺くために、トールキン作品の中でも並外れて素朴な文体で書かれている。